# 윈도우 데스크톱 가젯

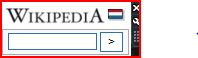

윈도우 데스크톱 가젯(Windows Desktop Gadgets, 이전 이름: 윈도우 사이드바(Windows Sidebar))은 마이크로소프트 가젯을 위한 위젯 엔진이다. 윈도우 비스타 출시 당시 데스크톱의 측면을 차지하는 데스크톱 가젯의 패널로 첫 선을 보였다. 사용자들은 다른 사용자들이 만든 가젯을 gallery.live.com으로부터 내려 받아 추가할 수 있다. 사이드바 가젯은 CPU 사용률을 보여 주거나 시간, 날짜를 보여 주는 등 다양한 작업을 수행할 수 있다.
윈도우 7에서 윈도 사이드바는 윈도우 7 마일스톤 3를 기준으로 "데스크톱 가젯 갤러리"로 이름이 바뀌면서 윈도우 탐색기에 통합되었으므로 실제 사이드바는 보이지 않는다.
그러나, 윈도우 8에서부터 마이크로소프트에서 보안 문제 및 오작동, 타일 UI 형태의 앱 도입으로 인하여 데스크톱 가젯을 제거하면서 비스타 출시 이후 6년 만에 역사속으로 사라지게 되었다.
이로써 가젯은, 이전 버전인 윈도우 비스타, 윈도우 7에서만 지원을 하며, 윈도우 8과 윈도우 10에서부터는 보안 문제와 보다 흥미진진한 가능성을 다루기 위해 기본적으로 지원이 되지 않는다. 그러나 윈도우 8과 윈도우 10에 데스크톱 가젯을 설치하는 도구들은 존재한다. 현재는 보안 취약점이 발견되어 사용을 권장하지 않고 있다.

## 제공되는 가젯
가젯은 조그마한 응용 프로그램이나 시스템 시간, RSS 피드와 같은 인터넷 강화 기능, 윈도우 미디어 플레이어와 같은 외부 응용 프로그램 제어 등의 정보를 보여 주는 가젯을 포함하고 있다. 윈도우 비스타의 경우 데스크톱 가젯은 또한 사이드바에서뿐 아니라 윈도 바탕 화면에서 실행할 수 있다.
윈도우 비스타는 기본적으로 11가지 사이드바를, 윈도우 7에서는 윈도우 비스타에서 제공하던 가젯 중 세 개가 제거되고 미디어 센터 가젯 하나가 추가되면서 기본적으로 9가지 가젯을 포함하고 있다.
|  | - 달력 - 시계 - 연락처 (윈도 7부터 제거됨) - CPU 측정기 - 환율 - 피드 헤드라인 (RSS) | - 메모 (윈도우 7부터 제거됨) - 그림 퍼즐 - 슬라이드 쇼 - 주식 (윈도우 7부터 제거됨) - 날씨 - 미디어 센터 가젯 (윈도우 7부터 도입됨) |

이 가운데 시계, 슬라이드 쇼, 피드 헤드라인은 윈도우 비스타가 새로 설치되면 기본으로 표시된다. 마이크로소프트는 윈도우 라이브 갤러리로 불리는 웹 사이트의 링크를 제공함으로써 다른 사이드바 가젯도 내려받을 수 있게 하고 있다.

## 같이 보기
- 마이크로소프트 가젯
- 윈도우 사이드쇼
- 라이브 닷컴
- 구글 데스크톱 사이드바
- 대시보드
- 독

## 참조
1. ↑  http://www.ghacks.net/2012/08/26/no-windows-8-desktop-gadgets-try-these-two-tools-to-get-them-back